# Szörény
Szörény es un pueblo ubicado en el distrito de Szigetvár, en el condado de Baranya, Hungría.

## Superficie
Posee una superficie de 4,410 kilómetros cuadrados.

## Demografía
Hasta 2019 la población era de 58 habitantes, con una densidad de población de 13,15 habitantes por kilómetro cuadrado.